# Rocky River (New South Wales)
Rocky River ist ein Ort im Norden von New South Wales, Australien, auf dem Plateau Northern Tableland am Rocky River. Der Ort liegt 471 Kilometer nördlich von Sydney und 485 Kilometer südlich von Brisbane. Er ist etwa zwei Kilometer von der Stadt Uralla entfernt. Rocky River hatte im Jahre 1856 als Goldgräberstadt etwa 5.000 Bewohner. Heute sind es lediglich noch etwa 300. Er liegt am Fluss gleichen Namens.

## Goldrausch
1851 wurde am Rocky River Gold gefunden. Nachdem am 7. Oktober 1851 der örtlich Bevollmächtigte Massie diesen Fund bekannt gegeben hatte, setzte ein Goldrausch ein. 1852 wurden die ersten Goldgräberlizenzen erteilt und im Oktober 1852 wuschen die Gebrüder Windeyer ungefähr fünf Unzen Gold in weniger als einer Woche aus. Weitere 150 Goldsucher kamen daraufhin in den Ort.
Zwischen dem 3. und dem 5. Juni 1854 wuchs die Bevölkerung auf 86 Zelte und 350 Personen (193 Männer, 58 Frauen und 99 Kinder) an. Bis 1856 blieb das Goldfeld noch relativ unbedeutend. Als jedoch im Februar 1856 John Jones einige Goldflitter fand, wurde Rocky River zu einer florierende Stadt mit ungefähr 4.000 bis 5.000 Goldgräbern und Familien. Rocky River hatte in seiner Hochzeit etwa 20 Hotels, zahlreiche Pensionen, Geschäfte, Kirchen und Schulen.
1856 wurden in der Umgebung von Rocky River ungefähr 40.000 Unzen Gold ausgewaschen.
1875 konnten lediglich 1.178 Unzen Gold geschürft werden. 1877 waren noch 50 Goldgräber in der Stadt. Nur noch ein Hotel war geöffnet.

## Rassismus
Um 1856 kamen eine Reihe von Chinesen auf das Goldfeld. Die Europäer betrachteten sie als Konkurrenten und verteufelten sie als Nichtchristen, gelbhäutige, schlitzäugige Menschen, die Lepra und andere Krankheiten einschleppen. Diese Sichtweise und Vorurteile kamen in einer gewaltsamen Auseinandersetzung im August 1856 zum Ausbruch, als die europäischen Goldgräber Chinesen gewaltsam angriffen und verletzten. Diese Auseinandersetzung blieb ein einmaliges Ereignis. Nach dem Goldrausch blieben zahlreiche Chinesen in dieser Gegend, eröffneten Geschäfte oder arbeiteten bei Europäern. Die Chinesen errichteten ihr eigenes Bethaus, das später abbrannte, und belegten einen eigenen Friedhof an der Rifle Range Road.

## Heute

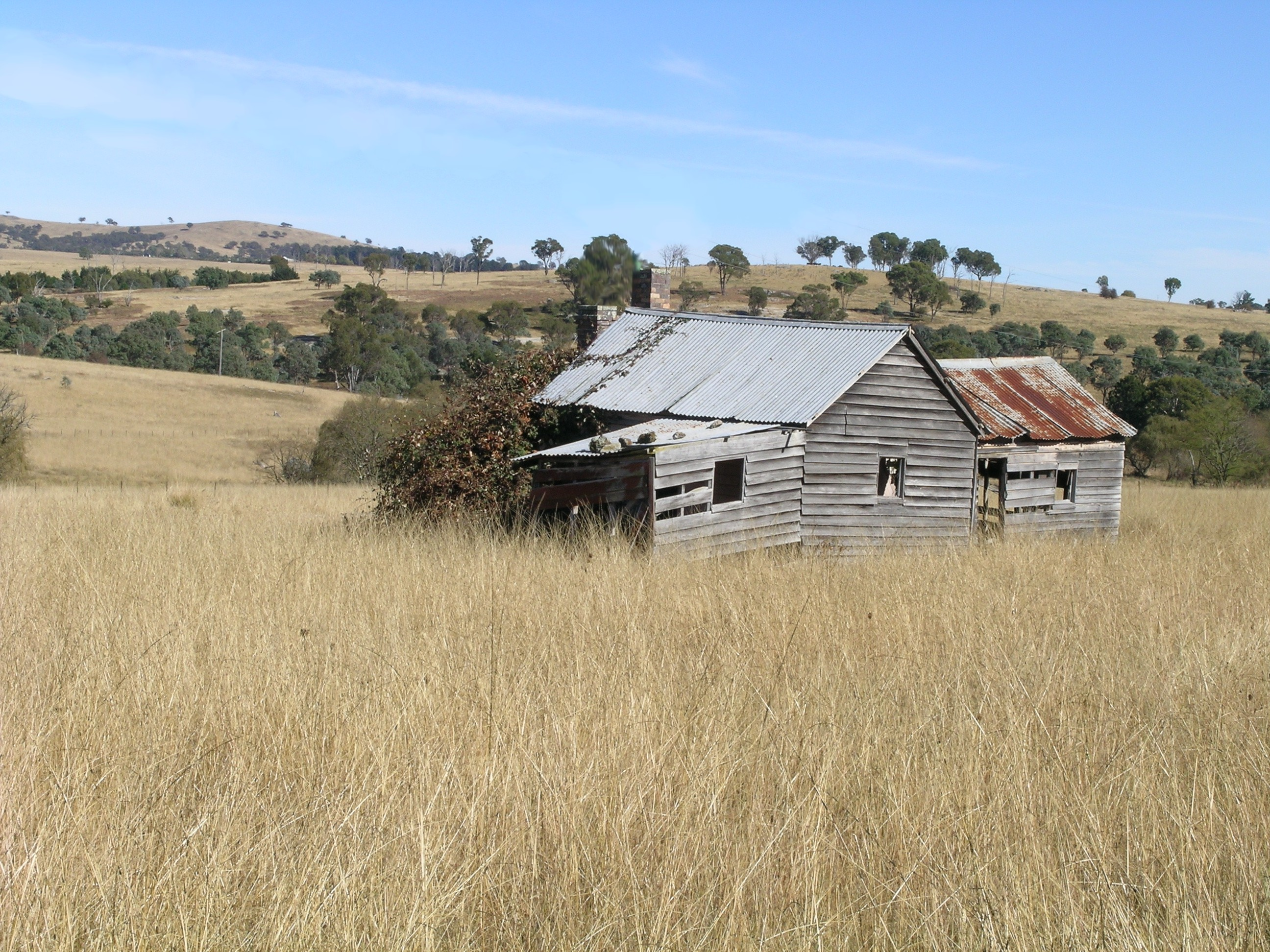
Verlassenes Goldgräberhaus in Rocky River bei Uralla

An die alte Zeit der Goldgräber erinnern heute (2010) lediglich das Schulgebäude am Thunderbolts Way und einige Häuser. In der Gegend finden sich zahlreiche Spuren derjenigen, die einmal ihr Glück in der Goldsuche herausforderten.
Im Ort gibt es zwei Läden und ein Hotel, das vermutlich bald geschlossen wird.